# Aeschnosoma marizae
Aeschnosoma marizae – gatunek ważki z rodziny szklarkowatych (Corduliidae). Występuje na terenie Ameryki Południowej.